# Baie de Henne (kommun)
Baie de Henne är en kommun i Haiti.   Den ligger i departementet Nord-Ouest, i den nordvästra delen av landet, 160 km nordväst om huvudstaden Port-au-Prince.